# Comuna Pidhirea, Bohorodceanî
Pidhirea (în ucraineană Підгір`я) este o comună în raionul Bohorodceanî, regiunea Ivano-Frankivsk, Ucraina, formată din satele Dibrova și Pidhirea (reședința).

## Demografie
Componența lingvistică a comunei Pidhirea
     Ucraineană (99,37%)
     Alte limbi (0,59%)
Conform recensământului din 2001, majoritatea populației comunei Pidhirea era vorbitoare de ucraineană (99,37%), existând în minoritate și vorbitori de alte limbi.